# 梅基恩扎博物馆

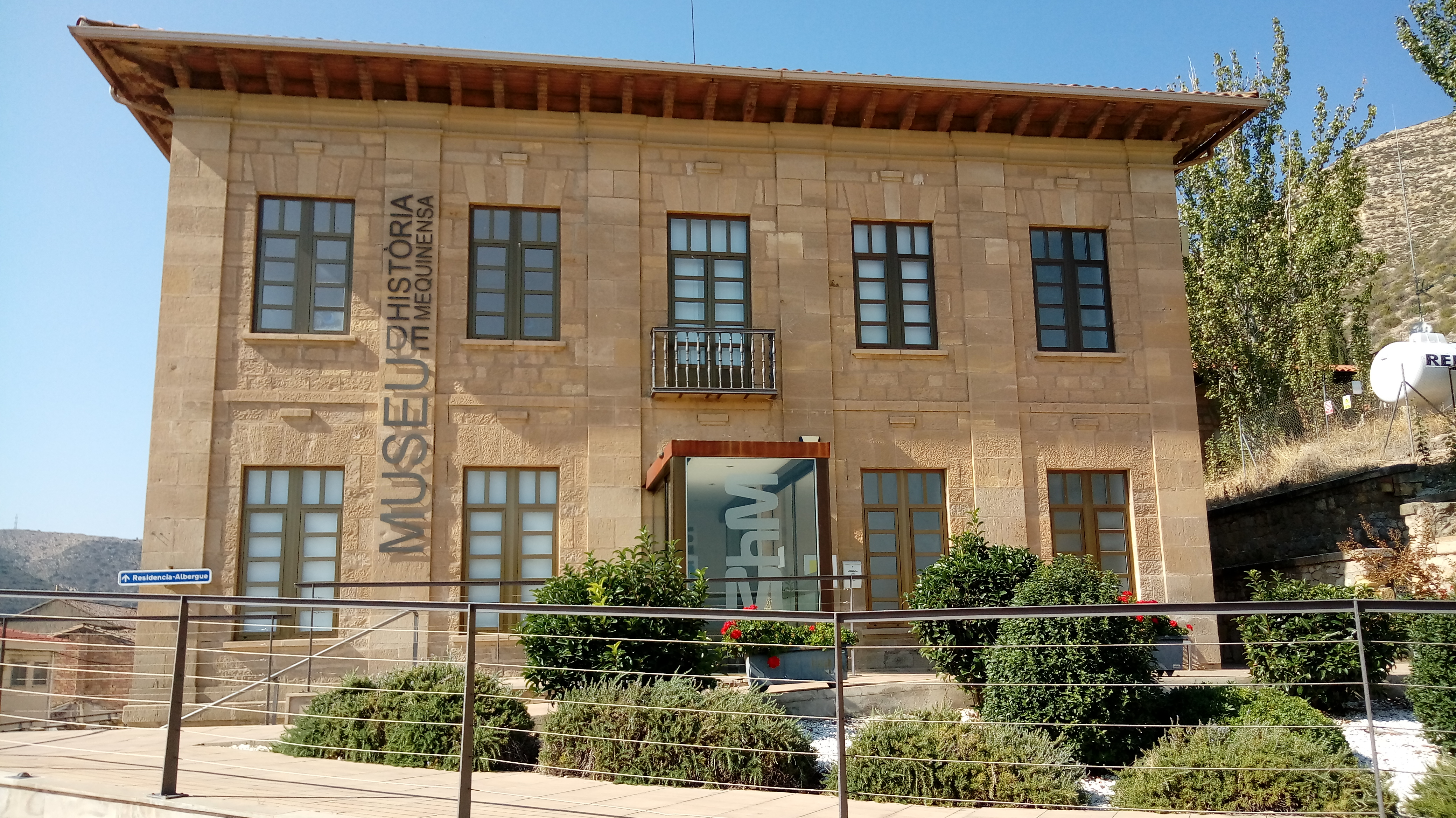
梅基恩扎博物馆

梅基恩扎的博物馆是在梅基恩扎（西班牙阿拉贡）发现的三个博物馆空（阿拉贡，西班牙）。
它们包括矿山博物馆，梅基恩扎历史博物馆和史前历史博物馆。他们的目的是传播该城市的采矿和历史遗迹，尤其是梅基恩扎老城的历史和遗产，该城在Ribarroja水库建成后消失在埃布罗河下。它的所在地位于建于1927年的玛丽亚·金塔纳（María Quintana）学校集团中。

## 建筑
该建筑内设有梅基恩佐历史博物馆，其建筑呈E形，中央主体呈细长形，中央主体在前立面上延伸，两侧向前推进，另一侧则更为突出。最初，它的侧面有两个入口，将一楼的男孩“学区”和一楼的女孩隔开。在后面，又建了一座小楼，里面装有学校食堂和幼儿园。该建筑由方石制成，拱形屋顶由阿拉伯瓷砖制成，并以阿拉贡文艺复兴时期宫殿的风格突出显示木檐。它的窗户是平直的，除了上层的几个窗户外，上面还有一个降低的拱门。由于其外观，它与20世纪上半叶的地区主义建筑潮流联系起来。

## 认可度
自2017年以来，梅基恩扎博物馆已成为伊比利亚地理空间网络的一部分，是Espais Escrits文学空间协会的成员，并且自2020年以来已成为联合国教科文组织世界水博物馆网络的一部分。